# Grand Prix automobile de Monaco 1969
Résultats du Grand Prix de Monaco 1969, couru sur le circuit de Monaco le 18 mai 1969.

## Classement
| Pos  | N° | Pilote               | Écurie          | Tours | Temps/Abandon     | Grille | Points |
| ---- | -- | -------------------- | --------------- | ----- | ----------------- | ------ | ------ |
| 1    | 1  | Graham Hill          | Lotus-Ford      | 80    | 1 h 56 min 59 s 4 | 4      | 9      |
| 2    | 16 | Piers Courage        | Brabham-Ford    | 80    | + 17 s 3          | 9      | 6      |
| 3    | 9  | Jo Siffert           | Lotus-Ford      | 80    | + 34 s 6          | 5      | 4      |
| 4    | 2  | Richard Attwood      | Lotus-Ford      | 80    | + 52 s 9          | 10     | 3      |
| 5    | 4  | Bruce McLaren        | McLaren-Ford    | 79    | + 1 tour          | 11     | 2      |
| 6    | 3  | Denny Hulme          | McLaren-Ford    | 78    | + 2 tours         | 12     | 1      |
| 7    | 12 | Vic Elford           | Cooper-Maserati | 74    | + 6 tours         | 16     |        |
| Abd. | 6  | Jacky Ickx           | Brabham-Ford    | 48    | Suspension        | 7      |        |
| Abd. | 7  | Jackie Stewart       | Matra-Ford      | 22    | Transmission      | 1      |        |
| Abd. | 8  | Jean-Pierre Beltoise | Matra-Ford      | 20    | Transmission      | 3      |        |
| Abd. | 11 | Chris Amon           | Ferrari         | 16    | Différentiel      | 2      |        |
| Abd. | 10 | Pedro Rodríguez      | BRM             | 15    | Moteur            | 14     |        |
| Abd. | 17 | Silvio Moser         | Brabham-Ford    | 15    | Transmission      | 15     |        |
| Abd. | 14 | John Surtees         | BRM             | 9     | Boîte de vitesses | 6      |        |
| Abd. | 5  | Jack Brabham         | Brabham-Ford    | 9     | Accident          | 8      |        |
| Abd. | 15 | Jackie Oliver        | BRM             | 0     | Accident          | 13     |        |

Légende :
- Abd.=Abandon

## Pole position et record du tour
- Pole position : Jackie Stewart en 1 min 24 s 6 (vitesse moyenne : 133,830 km/h).
- Tour le plus rapide : Jackie Stewart en 1 min 25 s 1 au 16e tour (vitesse moyenne : 133,043 km/h).

## Tours en tête
- Jackie Stewart : 22 (1-22)
- Graham Hill : 58 (23-80)

## À noter
- 14e victoire pour Graham Hill.
- 5e victoire pour Graham Hill au GP de Monaco.
- 35e victoire pour Lotus en tant que constructeur.
- 18e victoire pour Ford Cosworth en tant que motoriste.
- Dernier Grand Prix pour l'écurie Cooper.